# St. Vitus (Sailauf)

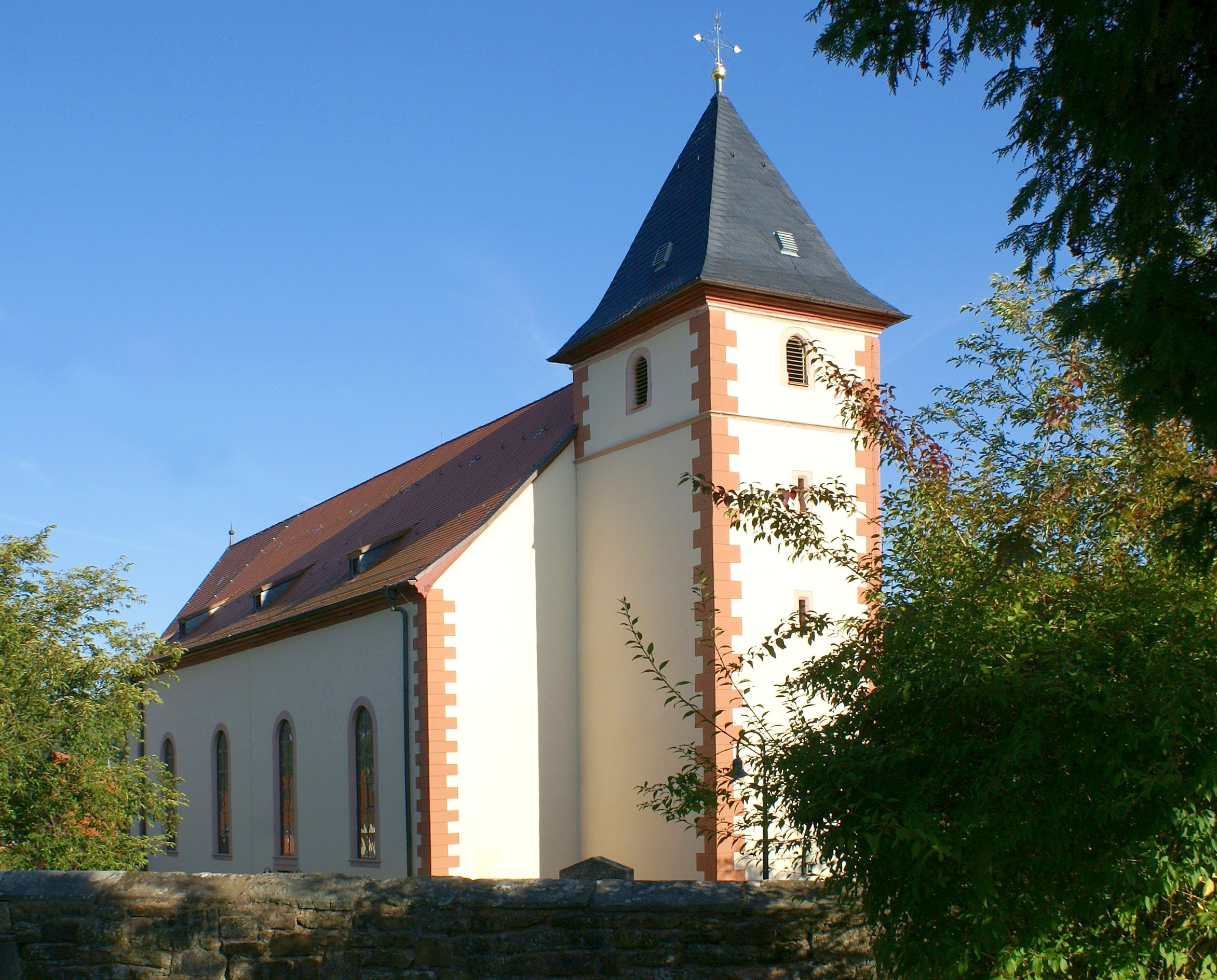
St. Vitus (Sailauf)

Die römisch-katholische, denkmalgeschützte Pfarrkirche St. Vitus befindet sich in Sailauf, einer Gemeinde im Landkreis Aschaffenburg (Unterfranken, Bayern). Das Bauwerk ist unter der Denkmalnummer D-6-71-150-4 als Baudenkmal in der Bayerischen Denkmalliste eingetragen. Die Kirche gehört zur Pfarrei Auferstehung unseres Herrn Jesus Christus in der Pfarreiengemeinschaft St. Vitus im Vorspessart (Rottenberg) im Dekanat Aschaffenburg-Ost des Bistums Würzburg. 
Kirchenpatron ist der Hl. Vitus, einer der Vierzehn Heiligen. 

## Beschreibung
Anstelle des baufällig gewordenen Vorgängerbaus von 1574/79 wurden 1789 für eine neue Saalkirche das  Langhaus und der eingezogene, dreiseitig geschlossene Chor im Osten erbaut. Die unteren Geschosse des Kirchturms der Wehrkirche aus dem 11. Jahrhundert blieben erhalten. Er wurde später mit einem Geschoss aufgestockt und mit einem schiefergedeckten Pyramidendach versehen. Der Glockenstuhl hinter den Klangarkaden beherbergt acht Kirchenglocken. 
Zur Ausstattung der Kirche gehört ein Hochaltar aus der Werkstatt von Johann Peter Wagner. Die Orgel mit elf Registern, einem Manual und einem Pedal wurde 1877 von G. F. Steinmeyer & Co. für die Kirche Mariä Geburt (Hambach) gebaut. Sie wurde 1990 nach Sailauf umgesetzt.